# Michael Schulte-Markwort

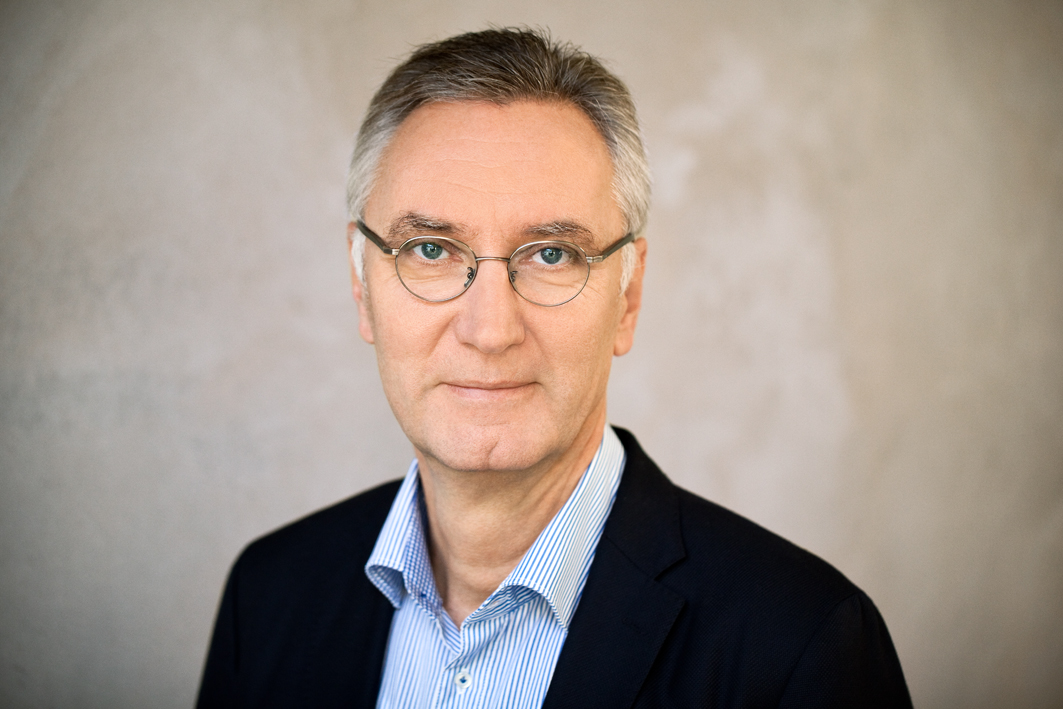
Michael Schulte-Markwort, 2014

Michael Jürgen Schulte-Markwort (* 14. September 1956 in Osnabrück) ist ein deutscher Kinder- und Jugendpsychiater und Universitätsprofessor. 

## Leben
Michael Schulte-Markwort studierte Humanmedizin und Philosophie an der Philipps-Universität Marburg und der Christian-Albrechts-Universität zu Kiel. Nachdem er 1987 die Approbation zum Arzt erhalten hatte, war er zunächst Assistent der Klinik für Kinder- und Jugendpsychiatrie der Medizinischen Universität zu Lübeck. 1991 wurde er an der Medizinischen Fakultät der Universität Kiel mit einer Arbeit Zur Psychogenese der Bulimia nervosa promoviert. Nach der Anerkennung als Arzt für Kinder- und Jugendpsychiatrie 1992 war er bis 1996 Oberarzt der Klinik für Kinder- und Jugendpsychiatrie der Medizinischen Universität zu Lübeck. 1997 habilitierte er sich und folgte dem Ruf auf eine Professur für Kinder- und Jugendpsychiatrie an die Universität Hamburg. 2004 wurde er auf den Lehrstuhl für Kinder- und Jugendpsychosomatik an das Universitätsklinikum Hamburg-Eppendorf berufen. Von 2006 bis 2010 war er Chefarzt der Abteilung für Kinder- und Jugendpsychosomatik und von 2010 bis 2011 Mitglied der Klinikleitung der Seeparkklinik Bad Bodenteich. Von 2012 bis 2013 war er als Kommissarischer Chefarzt der Tagesklinik für Kinder- und Jugendpsychiatrie des Klinikums Itzehoe tätig.
Von 2004 bis 2018 war Schulte-Markwort Leitender Abteilungsarzt der Abteilung für Kinder- und Jugendpsychosomatik des Altonaer Kinderkrankenhauses. Von 2010 bis 2020 war er Ärztlicher Direktor der Klinik für Kinder- und Jugendpsychiatrie, -psychotherapie und -psychosomatik am Universitätsklinikum Hamburg-Eppendorf sowie von 2014 bis 2020 Ärztlicher Leiter des Zentrums für Psychosoziale Medizin am Universitätsklinikum Hamburg-Eppendorf.
Zum 31. Dezember 2020 verließ Michael Schulte-Markwort das UKE, um sich neuen Aufgaben und Projekten zu widmen. Er konzentrierte sich auf den Aufbau der 2018 gegründeten kinder- und jugendpsychiatrischen Privatpraxen Paidion-Heilkunde für Kinderseelen in Hamburg und Berlin und begleitete zudem konzeptionell als wissenschaftlicher Leiter den Aufbau der Oberberg Fachkliniken Marzipanfabrik (Hamburg), Lorrettoberg (Freiburg) und Fasanenkiez (Berlin). In der Position des Ärztlichen Direktors ist es ihm ein Anliegen das Konzept der partizipativen Kinder- und Jugendpsychiatrie zu etablieren und weiter auszubauen.
An der Medical School Hamburg (MSH) hat er seit 2021 eine Professur für Kinder- und Jugendpsychiatrie inne.
In zahlreichen Stiftungen und Kuratorien vertritt er die seelischen Rechte von Kindern und Jugendlichen. Nicht nur durch seine Präsenz in Funk und Fernsehen, sondern auch durch seine zahlreichen Vorträge, Publikationen und Bücher ist er als Experte einem großen Publikum bekannt.

## Wissenschaftlicher Beitrag
Der wissenschaftliche Beitrag von Schulte-Markwort umfasst thematisch unter anderem die Beschäftigung mit psychosomatischen Erkrankungen des Kindes- und Jugendalters, die Erfassung von epidemiologischen Fakten zur Prävalenz kinder- und jugendpsychiatrischer Erkrankungen  und Untersuchungen zum Einfluss unterschiedlicher Lichtverhältnisse auf Lernerfolg und Sozialverhalten von Schulkindern.
Seine klinischen Interessensschwerpunkte sind Depressionen und affektive Dysregulation, ADHS sowie Essstörungen und Dyspraxie. Organisationstheoretisch steht die selbstregulative und partizipative Struktur von Arbeitsbereichen im Vordergrund. Zu den wissenschaftlichen Schwerpunkten gehören Lichtforschung, Epidemiologie, pränatale Einflüsse auf die frühkindliche Entwicklung sowie die Entwicklung von digitalen Lösungen für die klinische Arbeit.

## Mitgliedschaften in wissenschaftlichen Vereinigungen
Schulte-Markwort war von 2004 bis 2008 Mitglied des Wissenschaftlichen Beirats Psychotherapie der Bundesärztekammer. Er war Präsident der Deutschen Gesellschaft für Kinder- und Jugendpsychiatrie, Psychosomatik und Psychotherapie (2006–2007) sowie Mitglied in der Kommission Arzneimittel für Kinder des Bundesgesundheitsministeriums (2007–2008).
Schulte-Markwort engagierte sich aktiv in verschiedenen Stiftungen, darunter als Vorsitzender der Stiftung Mediziner-Siegel, als Mitglied des Vorstands der Stiftung Children for Tomorrow und aktuell als Mitglied des Kuratoriums der Stiftung Kulturglück (seit 2014). Seine wissenschaftliche Expertise als Berater brachte Schulte-Markwort zudem im Beirat der Liga für das Kind, Hamburg macht Kinder gesund, im Klinikum Itzehoe, im Sozialverband Deutschlands, in der Zeitschrift für Kinder- und Jugendpsychiatrie und Psychotherapie sowie der Monatsschrift Kinderheilkunde. Seit 2018 ist er Mitglied des wissenschaftlichen Beirats des Instituts für Medizinrecht der Bucerius Law School. 

## Publikationen

### Populärwissenschaftliche Veröffentlichungen
Einer breiteren Öffentlichkeit wurde Schulte-Markwort als Verfasser und Koautor folgender Publikationen bekannt:
- Mutlose Mädchen: Ein neues Phänomen verstehen. Kösel Verlag, Hamburg 2022, ISBN 978-3-466-31177-4
- mit Nina Grützmacher (Fotografin), Katharina J. Haines: Seelenleben – Einblicke in die jugendliche Psyche. Carlsen Verlag, Hamburg 2020, ISBN 978-3-551-25230-2.
- Familienjahre. Wie unser Leben mit Kindern gelingt. Droemer, München 2019, ISBN 978-3-426-27771-3.
- Kindersorgen: Was unsere Kinder belastet und wie wir ihnen helfen können. Droemer, München 2017, ISBN 978-3-426-27724-9.
- Superkids: Warum der Erziehungsehrgeiz unsere Familien unglücklich macht. Pattloch Verlag, München 2016, ISBN 978-3-629-13077-8.
- Burnout-Kids – Wie das Prinzip Leistung unsere Kinder überfordert. Pattloch Verlag, München 2015, ISBN 978-3-629-13065-5.
- mit S. Zahn: Magersucht. Patmos Verlag, Ostfildern 2011.
- mit B. Schimmelmann: Kinderängste. Midena Verlag, Augsburg 1999.

### Wissenschaftliches Werk
Schulte-Markwort ist Mitautor und Herausgeber von vier Lehrbüchern, drei Buchreihen und zahlreichen Einzelbüchern. Als Verfasser und Koautor zeichnet er verantwortlich für über 200 Veröffentlichungen in Fachorganen.
Lehrbücher
- mit F. Mattejat: Kinder- und Jugendpsychiatrie und -psychotherapie systematisch. 5. Auflage. Uni-Med-Verlag, Bremen 2013.
- mit B. Herpertz-Dahlmann, F. Resch und A. Warnke (Hrsg.): Entwicklungspsychiatrie. 2. Auflage. Schattauer-Verlag, Stuttgart 2008.
- mit B. Diepold und F. Resch (Hrsg.): Psychische Störungen im Kindes- und Jugendalter. Thieme-Verlag, Stuttgart 2001.
- mit Chr. Böhme-Bloem: Bulimie. Thieme-Verlag, Stuttgart 1991.

Buchreihen
- mit F. Resch (Hrsg.): Kursbücher für Integrative Kinder- und Jugendpsychotherapie. Beltz Verlag, Weinheim/Basel 2005–2009
  - Band  I: Schwerpunkt Sexualität. 2005.
  - Band  II: Schwerpunkt Psyche und Soma. 2006.
  - Band  III: Schwerpunkt Adoleszenz. 2008.
  - Band  IV: Schwerpunkt Kindheit im digitalen Zeitalter. 2009.
- mit F. Resch (Hrsg.): Entwicklungsrisiken erkennen und behandeln. Beltz Verlag, Weinheim/Basel 2012–2013
  - Band  I: mit M. Kaess: Selbstverletzendes Verhalten. 2012.
  - Band  II: mit A. Plass und S. Wiegand-Grefe: Kinder psychisch kranker Eltern. 2012.
  - Band  III: mit S. Melfsen und S. Walitza: Soziale Angst und Schulangst. 2013.

Wissenschaftliche Bücher
- Zur Psychogenese der Bulimia nervosa. (Kiel, Univ., Diss., 1991).
- mit K. Marutt und P. Riedesser: Cross-Walk ICD-10 – DSM-IV. Verlag Hans Huber, Bern 2002. (ediciones medicas, Barcelona 2005; Hogrefe & Huber Publishers, 2. Printing, Cambridge 2008)
- mit F. Resch, P. Bürgin (Hrsg.): Operationalisierte Psychodynamische Diagnostik im Kindes- und Jugendalter. 2. Auflage. Hogrefe Verlag, Bern 2007.